# 太平村 (埔心鄉)
太平村位於埔心鄉的東南部，是個傳統的農村聚落，產業則以種植稻米、各式葉菜類及少許從事園藝栽種（玫瑰花、蘭花），另外也有部分製造業，北臨經口及東門兩村，西和仁里村以八堡二圳排水溝為界，東南面緊鄰永靖鄉陳厝厝排水溝，由南向北流經本村中心地帶，而畫分為前庄及後庄。全村面積約為1.25平方公里，村民多為世居，姓氏以張、徐、邱、陳等為大姓。

## 歷史
從前的太平地區大致包括現在的太平、經口兩村，有前庄、後庄之分，前庄以張、邱姓為多；後庄以徐、張為大姓，大多數來自廣東省。
過去前庄以鳥群棲息之地取名「鳥巢」，後庄以地方不平靜得名「賊霸厝」。日治時期以其盜賊已除，地方平靜，正名「太平」。
日治時期前庄、後庄曾一度分保而活。前庄稱太平一保，後庄稱太平三保，其實依保之正式順序名稱。太平村之前身為坡心派出所之第七保，而經口村之前身為第八保。直到民國時期開始後，才陸續正名為太平村及經口村。

## 信仰

### 東天宮
位於埔心鄉太平村太平路七十二號，廟中供奉天上聖母「聖三媽」、玄天上帝、文衡聖帝等神尊，即所謂三聖合一之東天宮。天上聖母﹙聖三媽﹚乃是前清道光年間，由枋橋頭天門宮之三媽分靈太平村，隨值年爐主供奉。是太平地區的宗教信仰中心。

### 太平茄苳公
為一棵年代久遠枝葉濃密的茄苳神木，樹齡有五百年之久，節慶日為每年農曆八月十五日。

### 百姓公
供奉當時因闢建陳厝厝排水溝需遷移太平公墓內無主骨墓。

## 教育
本村共擁有一間托兒所及一間國民小學，但由於毗鄰員林市，所以有部分家長將子女戶籍遷往員林，並在員林就讀，造成學生的外流。
- 埔心鄉立托兒所
- 彰化縣太平國民小學

## 景點

### 埔心鄉公園
亦常被人稱為太平公園，佔地二公頃多，自開園以來，吸引大量鄰近鄉鎮，園中有以創造自然舒適的休閒活動空間為主要訴求的假山、涼亭、槌球場、樹木、草坪…等，提供居民日常休閒活動場所。計畫未來將籌募基金購置腳踏車，並結合社區居民，以埔心鄉公園為中心，規劃太平村自行車一日遊路線，藉以集聚社區人們的情感意識，共同參與社區總體營造。

## 太平村出身人物
政治界
- 張錦昆：曾任彰化縣員林市市長
- 魏明谷：曾任彰化縣縣長